# Le Figaro illustré
Le Figaro illustré est un ancien supplément du quotidien français Le Figaro, publié à partir de 1883 et disparu une première fois en 1911. Une seconde série apparaît en 1932 et s'arrête fin 1937.

## Histoire

### Première série
Lancé comme édition annuelle au moment des fêtes de fin d'année en 1883, le supplément devient mensuel en janvier 1890. À noter que les couvertures des éditions du 25 décembre 1884 et 1885 sont signées respectivement par Félix Bracquemond et Jules Chéret.
Le contenu au départ est principalement littéraire, sous la forme de nouvelles, de petites pièces de théâtre, de poèmes, de partitions de musique, ou d'enquêtes historiques, illustrées d'images en couleurs et en noir et blanc (reproduction de dessins ou de photographies). Caran d'Ache y propose au début une bande dessinée, La Légende de Christophe Colomb (avril 1890).
Trois récits de Jules Verne y sont parus entre 1884 et 1893, à savoir Frritt-Flacc, Aventures de la famille Raton (janvier 1891, illustré par Felician Myrbach) et M. Ré-Dièze et Mlle Mi-Bémol.
Associé dès le départ à la maison Goupil & Cie, l'édition reprend des éléments de Paris illustré jusqu'en 1894 ; la coédition avec Goupil (Boussod, Manzi, Joyant, successeurs) se poursuit jusqu'en 1911, et regarde surtout l'iconographie. Toutefois, à partir de 1898, les compositions de couverture sont des commandes originales, très marquées par l'art nouveau.
Pour l'exposition universelle de Paris en 1900, une série de sept hors-série a été éditée jusqu'en janvier 1901.
Le dernier numéro, le 261, sort en décembre 1911.

### Seconde série
Une nouvelle série prend le même nom à partir de février 1932, mais semble une suite du Figaro artistique lancé le 31 mai 1923,,. On trouve des couvertures signées entre autres par Henry Weclawowicz, dit Wecla, Mariano Andreu Estany et Régis Manset.